# Lars Simonsen
Pour les articles homonymes, voir Simonsen.
Lars Simonsen est un acteur danois, né le 19 septembre 1963 à Odense.

## Filmographie partielle
- 1984 : Tro, håb og kærlighed de Bille August
- 1987 : Pelle le Conquérant de Bille August
- 1997 : Barbara de Nils Malmros
- 2009 : Brotherhood de Nicolo Donato
- 2011-2013  : Bron (série télévisée)
- 2018 - 2019 : The Rain (série netflix) : Frederik (5 épisodes)